# Pternandra multiflora
Pternandra multiflora är en tvåhjärtbladig växtart som beskrevs av Célestin Alfred Cogniaux. Pternandra multiflora ingår i släktet Pternandra och familjen Melastomataceae. Inga underarter finns listade i Catalogue of Life.